# БАА в сезоні 1946–1947
Сезон БАА 1946–1947 був першим сезоном новоствореної Баскетбольної асоціації Америки (БАА), яка за три роки об'єдналася з Національною баскетбольною лігою, утворивши Національну баскетбольну асоціацію (НБА). Оскільки НБА включає до своєї статистики результати сезонів БАА, цей сезон також вважається статистично першим сезоном Національної баскетбольної асоціації.
Переможцями сезону стали «Філадельфія Ворріорс», які здолали у фінальній серії «Чикаго Стегс».

## Регламент змагання
Участь у сезоні брали 11 команд, розподілених між двома дивізіонами.
По ходу регулярного сезону кожна з команд-учасниць провела по 60 або 61 грі.
До стадії плей-оф, яка проходила за видозміненою олімпійською системою, виходили по три найкращі команди кожного з дивізіонів. Команди, які посіли другі і треті місця дивізіонів починали змагання плей-оф з першого раунду, в якому визначали в серіях ігор до двох перемог двох учасників півфіналів. Причому треті місця обох дивізіонів складалу одну пару плей-оф, а другі місця — іншу пару. На стадії півфіналів переможці першого етапу грали між собою, а другу півфінальну пару складали переможці регулярного чемпіонату в обох дивізіонах, які починали участь у плей-оф лише на цій стадії. Півфінали також складалися з серій ігор до двох перемог, їх переможці виходили до Фіналу, в якому визначали чемпіона сезону у серії ігор до чотирьох перемог.

## Регулярний сезон

### Підсумкові таблиці за дивізіонами
| # | Східний                  | Східний | Східний | Східний | Східний |
| # | Команда                  | В       | П       | %П      | Відст   |
| - | ------------------------ | ------- | ------- | ------- | ------- |
| 1 | x-«Вашингтон Кепітолс»   | 49      | 11      | .817    | –       |
| 2 | x-«Філадельфія Ворріорс» | 35      | 25      | .583    | 14      |
| 3 | x-«Нью-Йорк Нікс»        | 33      | 27      | .550    | 16      |
| 4 | «Провіденс Стімроллерс»  | 28      | 32      | .467    | 21      |
| 5 | «Бостон Селтікс»         | 22      | 38      | .367    | 27      |
| 6 | «Торонто Гаскіс»         | 22      | 38      | .367    | 27      |

| # | Західний              | Західний | Західний | Західний | Західний |
| # | Команда               | В        | П        | %П       | Відст    |
| - | --------------------- | -------- | -------- | -------- | -------- |
| 1 | x-«Чикаго Стегс»      | 39       | 22       | .639     | –        |
| 2 | x-«Сент-Луїс Бомберс» | 38       | 23       | .623     | 1        |
| 3 | x-«Клівленд Рібелс»   | 30       | 30       | .500     | 8.5      |
| 4 | «Детройт Фелконс»     | 20       | 40       | .333     | 18.5     |
| 5 | «Піттсбург Айронмен»  | 15       | 45       | .250     | 23.5     |

Легенда:
- x – Учасники плей-оф

## Плей-оф
Переможці пар плей-оф позначені жирним. Цифри перед назвою команди відповідають її позиції у підсумковій турнірній таблиці регулярного сезону дивізіону. Цифри після назви команди відповідають кількості її перемог у відповідному раунді плей-оф.
|  | Перший раунд | Перший раунд | Перший раунд |             |    | Півфінали | Півфінали | Півфінали |  |  | Фінал БАА | Фінал БАА | Фінал БАА |
|  |              |              |              |             |    |           |           |           |  |  |           |           |           |
|  | E3           | Нью-Йорк     | 2            |             |    |           |           |           |  |  |           |           |           |
|  | W3           | Клівленд     | 1            |             |    |           |           |           |  |  |           |           |           |
|  | W3           | Клівленд     | 1            |             | E3 | Нью-Йорк  | 0         |           |  |  |           |           |           |
|  |              |              |              |             | E3 | Нью-Йорк  | 0         |           |  |  |           |           |           |
|  |              |              | E2           | Філадельфія | 2  |           |           |           |  |  |           |           |           |
|  | W2           | Сент-Луїс    | E2           | Філадельфія | 2  | 1         |           |           |  |  |           |           |           |
|  | W2           | Сент-Луїс    |              |             |    | 1         |           |           |  |  |           |           |           |
|  | E2           | Філадельфія  | 2            |             |    |           |           |           |  |  |           |           |           |
|  |              |              |              |             |    |           |           |           |  |  | W1        | Чикаго    | 1         |
|  |              |              | E2           | Філадельфія | 4  |           |           |           |  |  |           |           |           |
|  |              |              |              |             |    |           |           |           |  |  |           |           |           |
|  |              |              |              |             |    |           |           |           |  |  |           |           |           |
|  |              | W1           | Чикаго       | 4           |    |           |           |           |  |  |           |           |           |
|  |              |              |              | 4           |    |           |           |           |  |  |           |           |           |
|  |              |              | E1           | Вашингтон   | 2  |           |           |           |  |  |           |           |           |
|  |              |              | E1           | Вашингтон   | 2  |           |           |           |  |  |           |           |           |
|  |              |              |              |             |    |           |           |           |  |  |           |           |           |

## Лідери сезону за статистичними показниками
| Показник                  | Гравець       | Команда                 | Результат |
| ------------------------- | ------------- | ----------------------- | --------- |
| Очки                      | Джо Фулкс     | «Філадельфія Ворріорс»  | 1,389     |
| Передачі                  | Ерні Калверлі | «Провіденс Стімроллерс» | 202       |
| % влучань з гри           | Боб Фірік     | «Вашингтон Кепітолс»    | .401      |
| % влучань штрафних кидків | Фред Сколарі  | «Вашингтон Кепітолс»    | .811      |

## Нагороди БАА

### Щорічні нагороди
- Перша збірна всіх зірок
  - G Макс Заслофскі, «Чикаго Стегс»
  - F Бонс Маккінні, «Вашингтон Кепітолс»
  - F Джо Фулкс, «Філадельфія Ворріорс»
  - C Стен М'ясек, «Детройт Фелконс»
  - F Боб Фірік, «Вашингтон Кепітолс»
- Друга збірна всіх зірок
  - G Джонні Логан, «Сент-Луїс Бомберс»
  - G Ерні Калверлі, «Провіденс Стімроллерс»
  - C Чик Гелберт, «Чикаго Стегс»
  - G Френкі Баумгольц, «Клівленд Рібелс»
  - G Фред Сколарі, «Вашингтон Кепітолс»